# نورالدین فرح
نور الدین فرح (سومالیایی: [Nuuradiin Faarax] Error: {{Lang}}: متن دارای نشانه‌گذاری ایتالیک است (راهنما)؛ زاده ۲۴ نوامبر ۱۹۴۵) رمان‌نویس اهل سومالی است.